# Business developer
Il business developer è un professionista capace di creare percorsi e reti di contatti volti ad aumentare il profitto di un'azienda. Il business developer è solitamente un esperto di marketing e comunicazione visiva, con un'ottima capacità di analisi, in modo da potere interpretare l'andamento di mercato ed anticipare le possibili mosse dei concorrenti, sia nel breve periodo che nel lungo periodo. Il ruolo del business developer in azienda è un ruolo da stratega, che lavora in team con il marketing manager ed il sales manager.
Il business development manager è responsabile di individuare ed ottenere opportunità di business dai clienti esistenti e da potenziali nuovi clienti.